# Givet (tổng)

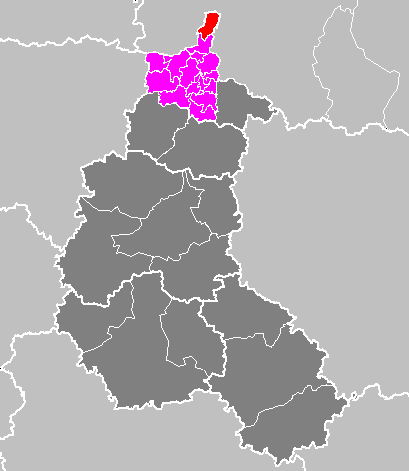
Tổng Givet tại quận Charleville-Mézières.

Tổng Givet là một tổng ở tỉnh Ardennes trong vùng Grand Est.
Tổng này được tổ chức xung quanh Givet ở quận Charleville-Mézières. Độ cao trung bình là 103 m tại tòa thị chính.

## Hành chính
| Giai đoạn | Ủy viên            | Đảng    | Tư cách                      |
| --------- | ------------------ | ------- | ---------------------------- |
| 1982-1988 | Pierre Tassin      | RPR     |                              |
| 1988-1994 | Pierre Tassin      | RPR     |                              |
| 1994-2001 | Alain Vandevelde   | app.UDF |                              |
| 2001-2008 | Michèle Marquet    | PS      | Thị trưởng Chooz depuis 1989 |
| 2008-2014 | Claude Wallendorff | SE      |                              |

## Các đơn vị hành chính
Tổng Givet gồm 12 xã với dân số 15 866 người (điều tra năm 1999, dân số không tính trùng)
| Xã               | Dân số | Mã bưu chính | Mã insee |
| ---------------- | ------ | ------------ | -------- |
| Aubrives         | 1 026  | 08320        | 08028    |
| Charnois         | 89     | 08600        | 08106    |
| Chooz            | 749    | 08600        | 08122    |
| Foisches         | 193    | 08600        | 08175    |
| Fromelennes      | 1 142  | 08600        | 08183    |
| Givet            | 7 372  | 08600        | 08190    |
| Ham-sur-Meuse    | 246    | 08600        | 08207    |
| Hierges          | 220    | 08320        | 08226    |
| Landrichamps     | 132    | 08600        | 08247    |
| Rancennes        | 828    | 08600        | 08353    |
| Vireux-Molhain   | 1 835  | 08320        | 08486    |
| Vireux-Wallerand | 2 034  | 08320        | 08487    |

## Thông tin nhân khẩu
| 1962                                                     | 1968   | 1975   | 1982   | 1990   | 1999   |
| -------------------------------------------------------- | ------ | ------ | ------ | ------ | ------ |
| 15 032                                                   | 16 513 | 16 723 | 16 293 | 16 837 | 15 866 |
| Nombre retenu à partir de 1962 : dân số không tính trùng |        |        |        |        |        |